# گیریتاله
گیریتاله (به لاتین: Giritale) یک منطقهٔ مسکونی در سری‌لانکا است که در ناحیه پولونارووا واقع شده‌است.